# Хрест «За військові заслуги» (Австро-Угорщина)

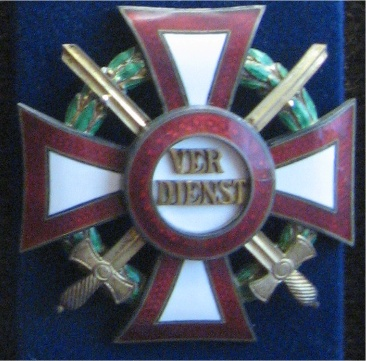

Хрест «За військові заслуги» (Австро-Угорщина) (нім. Militärverdienstkreuz) — військова нагорода, хрест, що була заснована 22 жовтня 1849 року для нагородження офіцерського складу Збройних сил Австрійської імперії, а згодом Збройних сил Австро-Угорщини.
За пропозицією фельдмаршала Радецького ця нагорода була встановлена цісарем Францом Йосифом I 22 жовтня 1849 р. Вона призначалася для нагородження офіцерів за виняткові заслуги на полі бою. «Хрестом Військових Заслуг» були нагороджені абсолютно всі офіцери, що взяли участь у кампанії 1848—1849 рр.
Лапи хреста, покриті білою емаллю, мали широку облямівку з червоної емалі. На аверсі медальйона — в два рядки напис «VER DIENST». Хрест носили на лівій стороні грудей на стрічці «Медалі За Хоробрість».
У 1860 році у нагороди з'явилася нова відмінність шляхом додавання так званої «Військової Відмінності» – лаврового вінка. Цей варіант вручали за хоробрість безпосередньо перед обличчям ворога. 23 вересня 1914 року, з початком першої світової війни хрест розділили на три ступені, причому найперша нагорода стала останнім, третім ступенем. Другий ступінь носили на стрічці на шиї, а перший – без стрічки на лівій стороні грудей. 13 грудня 1916 р. до хреста була додана нова відмінність – «Золоті Мечі».
23 квітня 1918 року до Першого і Другого ступенів нагороди з'явилася нова спеціальна відмінність «Мала Відмінність» (Kleine Dekoration). Вона була «Хрестом Військових Заслуг Третього ступеня» з мініатюрними зображеннями першого або другого ступенів хреста, залежно від ступеня нагородження (тобто, якщо, наприклад, нагороджували «Малою Відмінністю Хреста Військових Заслуг Другого ступеня», то вручали «Хрест Третього ступеня» з прикріпленою до колодки мініатюрою «Хреста Другого ступеня»).
Цікавий варіант відмінності був застосований 8 лютого 1918 року при повторному нагородженні «Хрестом Другого ступеня»: круглий лавровий вінок «Військової Відмінності» був прикріплений до кільця, через яке пропускалася орденська стрічка.
Всього існувало 34 можливі варіанти «Хреста Військових Заслуг» (від вищого до нижчого). Слід зазначити, що не представлені варіанти нагород «З Діамантами» та «З Рубінами». Вони могли даруватися особисто цісарем та оплачувалися винятково за його гроші. Ці варіанти не були більш високим ступенем, але показували особисте визнання монархом заслуг нагороджуваного. Спочатку ж такі відмінності передбачалися тільки для нагородження до ювілеїв, однак на практиці правила трохи помінялися. Ці варіанти нагороди були дуже рідкісними.
Достатньо вказати, що сьогодні відомі тільки два нагородження «З Діамантами»: «Хрестом Військових Заслуг Першого ступеня з Військовою Відмінністю і Золотими Мечами» для ерцгерцога Євгена та «Хрестом Військових Заслуг Третього ступеня з Військовою Відмінністю і Золотими Мечами» для генерал-полковника Больфраса.